# Горките родители на богатите деца
Горките родители на богатите деца (на испански: Niños ricos, pobres padres) е испаноезична теленовела от 2009 г. на компания Телемундо в съдружие с RTI Colombia, създадена от Луис Фелипе Саламанка, продуцирана от Уго Леон Ферер. Снимките са правени в САЩ и Колумбия. Излъчва се по канал Телемундо от 7 юли, 2009 г. до 8 януари, 2010 г.

## Сюжет
Бедността може да бъде и си е сериозен проблем, но богатството идва с много повече грижи, особено ако семейството също се окаже замесено.
Колко вироглави и неразумни са тийнейджърите става ясно от историята на Алехандра Пас. Тя живее в Америка, но е колумбийка по произход. Точно когато е напът да завърши гимназията с отличие, майка ѝ, която е нелегален емигрант, е принудена да се върне обратно. Двете заедно заминават за Богота. Там те се оказват принудени да се нанесат в дома на враждебната леля Вероника.
В училище Алехандра се запознава с най-популярните деца и още първата вечер се озовава сред гостите на купон в дома на Исабела. Това се оказва доста неразумно, защото някой слага в питието наркотик и я изнасилва. Така се поставя само началото и момичето и майка започват нов живот, който обаче не обещава да бъде по-добър от предишния.
Светът на интригите и предателствата е задвижван от парите, които, за да бъдат получени, се правят още повече компромиси със съвестта и доброто поведение.
На Алехандра не трябва много да се забърка в друга интрига и да се окаже между двама свои съученици – звездата на гимназията Естебан и скромния Давид, които разбира се ще се борят за любовта на момичето макар тя да има други намерения и да се бори за място в хайлайфа.

## В България
В България теленовелата започва на 11 юни 2012 г. по bTV и завършва на 13 декември. Ролите се озвучават от Ася Братанова, Ирина Маринова, Георги Стоянов, Радослав Рачев и Александър Воронов.
На 2 февруари 2013 г. започва повторно излъчване по bTV Lady и завършва на 2 юни.

## Участват
- Кармен Виялобос (Carmen Villalobos) – Алехандра Пас
- Хуан Себастиан Кайседо (Juan Sebastian Caisedo) – Естебан Сан Мигел
- Алдемар Корея (Aldemar Correa) – Давид Робледо
- Маргарита Муньос (Margarita Munoz) – Исабела Домингес
- Айлин Мухика (Aylin Mujica) – Вероника Риос